# Juan Blas Sitges y Grifoll
Juan Blas Sitges y Grifoll (Mahón, 24 de abril de 1842-Asturias, 13 de junio de 1919) fue un historiador, director de periódicos y alto funcionario español, director general de aduanas.

## Biografía
Nació el 24 de abril de 1842 en la localidad balear de Mahón, en la isla de Menorca. Hijo de un empleado de Hacienda, cursó sus primeras letras con los Escolapios de Barcelona. Posteriormente, aprendió francés en Béziers. En Madrid, estudió Aduanas, graduándose en 1859. Gran erudito y administrativista, en 1906, sería nombrado hijo ilustre de su localidad natal. Jefe superior de Administración, fue autor de algunas obras administrativas y científicas, además de director de La Crónica de la Industrial y de El Eco de las Aduanas (1902). Sitges, que mantuvo amistad con el escritor Narcís Oller, falleció en Asturias el 13 de junio de 1919, al parecer en la localidad de Arnao. Sus restos mortales recibieron sepultura en el cementerio de San Martín de Laspra.